# Петров, Валерий Петрович
Валерий Петрович Петров (1908—1993) — советский минералог и петрограф, специалист по нерудным месторождениям, заслуженный деятель науки и техники РСФСР, доктор геолого-минералогических наук, заведующий Отделом неметаллических полезных ископаемых ИГЕМ АН СССР.

## Биография
Родился 6 (19) июня 1908 года в городе Ковно, Российская империя. Детство провёл на Кавказе.
В 1927 году окончил Ленинградский университет.
В 1930-е годы начал серьёзно заниматься петрографией. Широко известны его работы, посвященные вулканизму и вулканитам, интрузивным породам от лабрадоритов до гранитов в пегматитов, выявлению взаимозависимостей оптики и состава породообразующих минералов.
В годы Великой Отечественной войны стал одним из главных организаторов новой сырьевой базы огнеупорной промышленности на Урале.
Валерий Петрович переквалифицировался в геолога-нерудника, и это послужило истоком двух новых направлений его научных интересов — к древней коре выветривания и неметаллическим полезным ископаемым. Детальные исследования уральских каолинов привели к ряду оригинальных положений, в том числе к общей концепции о глобальных эпохах мощного выветривания в периоды планетарного тектонического покоя и к представлению о древней коре выветривания, как ископаемой почве, реакционной пленке между биосферой и литосферой. Эта теория пользовалась признанием в СССР и за рубежом, служила надежной основой изучения известных и прогнозирования поисков новых месторождений многих полезных ископаемых (каолина, бокситов, песков и др.).
В 1948 году защитил докторскую диссертацию по теме[уточнить].
С 1949 года заведовал отделом неметаллических полезных ископаемых ИГЕМ АН СССР. Направление работ — гипогенные и гипергенные объекты и процессы, разработка новых генетических, прогнозных и технологических подходов. Валерий Петрович и его сотрудники были инициаторами и участниками освоения новых видов амфибол-асбестов, безжелезистых гранитоидов, как керамического сырья, щелочных каолинов и порошковатых талькитов кор выветривания, фарфорового камня, брусита, волластонита, мелкочешуйчатой слюды и др.
В 1955 году стал инициатором создания перлитовой промышленности, выступив в печати не только с обоснованием её актуальности, но и с широким прогнозом перлитоносности вулканических провинций СССР. В последующие годы на основании этого прогноза были выявлены многочисленные промышленные месторождения перлита, построены десятки заводов по его переработке. СССР стал крупным экспортером перлита.
В 1950—1960 годах, в период «гранитной дискуссии», Валерий Петрович в ряде работ последовательно отстаивал концепцию магматического происхождения интрузивных пород и совместно с коллективом физиков осуществил серию экспериментов при высоких температурах и давлениях, проливших свет на механизм генерации расплавов в условиях больших глубин. В монографии «Магма и генезис магматических пород» (1972) Валерий Петрович подводит некоторый итог и формулирует свою глобальную концепцию магматизма, как проявления жидкой фазы Земли, вариации которой от пресных поверхностных вод до гипербазитовых расплавов определяются глубинностью.
Участвовал в общем планировании геологоразведочных и исследовательских работ по неметаллам. Непосредственно консультировал многие институты и промышленные предприятия, руководил всесоюзными и междуведомственными совещаниями, проводил экспертизы в Комиссии по запасам и на месторождениях.
География деятельности В. П. Петрова обширна. Начав с Кавказа и Урала, он работал на Украине, в Сибири, на Дальнем Востоке, Кольском полуострове, посещал самые различные уголки СССР. Массу интересных наблюдений вынес он и из поездок во многие государства всех континентов. Так, например, при поездке во Вьетнам он помог открыть месторождение асбеста, в Польше — освоить месторождение щелочных каолинов, на Кубе — мраморов, в Югославии, Чехословакии и ГДР обосновал принципы поисков месторождений, связанных с древней корой выветривания.
В. П. Петров много лет преподавал в ряде высших учебных заведений, вел различные курсы, воспитал сотни специалистов, в том числе более двух десятков кандидатов наук, выступал с лекциями и опубликовал немало научно-популярных статей и книг, написанных просто и занимательно. Широко известна его монография «Основы учения о древней коре выветривания» (1967). Руководства «Кристаллооптика» (совместно с Д. С. Белянкиным) и «Иммерсионный метод» неоднократно издавались в СССР и ряде зарубежных стран. Общее число опубликованных им печатных работ около 400.
Валерий Петрович работал на Кавказе совместно с известными геологами А. А. Флоренским, А. А. Твалчрелидзе, с академиком Д. С. Белянкиным, с которым был связан узами тесного творческого содружества. Им были написаны региональные сводки, в том числе наиболее крупная — «Петрография Грузии» (1945). Был переводчиком и редактором переводов многих фундаментальных зарубежных трудов.
Скончался 1 января 1993 года в Москве.

## Награды и премии
Он был награждён медалью Карлова университета.
- Орден «Знак Почета»
- Орден Трудового Красного Знамени
- Орден Трудового Красного Знамени.

## Членство в организациях
- Лондонское минералогическое общество
- Международная комиссия по геологической корреляции каолинов
- Совет по рудообразованию, председатель секции неметаллов
- Петрографический комитет, член бюро
- Комиссия по осадочным породам и глинам, заместитель председателя.

В течение многих лет являлся членом редколлегии журнала «Известия АН СССР. Серия геологическая».